# Britta Matthies
Britta Matthies (geboren 1949 in Graupa) ist eine deutsche Malerin und Grafikerin.

## Leben
Britta Matthies legte 1968 in Pirna ihr Abitur mit Berufsausbildung als Maschinenbauzeichnerin ab. Von 1968 bis 1973 studierte sie bei Albert Kapr, Karl-Georg Hirsch, Rolf Kuhrt und Walter Schiller Buchgestaltung und Gebrauchsgrafik an der Hochschule für Grafik und Buchkunst Leipzig und schloss das Studium mit dem Diplom ab. Von 1974 bis 1980 war sie als Grafikerin am Landestheater Dessau tätig. Von 1975 bis 1990 war Britta Matthies Mitglied im Verband Bildender Künstler der DDR. Im Jahre 1980 verlegte sie ihren Wohnsitz nach Hohen Viecheln in Mecklenburg. 1990 wurde Britta Matthies Mitglied im Künstlerbund Mecklenburg und Vorpommern. Sie erhielt zahlreiche Preise und Stipendien, in der DDR 1977 den Kunstpreis des DTSB. Sie war unter anderem 1995 mit einem Reisestipendium in Felanitx, Mallorca. 2002 erhielt Britta Matthies ein Aufenthaltsstipendium am Virginia Center for the Creative Arts, Virginia, USA. 2005 wurde sie mit dem Designpreis des Landes Mecklenburg-Vorpommern geehrt, 2010 mit dem Kulturpreis des Landkreises Nordwestmecklenburg. Im Jahr 2008 erhielt sie das Art Rainbow, Reise- und Aufenthaltsstipendium der Deutsch-Japanischen Gesellschaft für Japan. Britta Matthies hat zahlreiche Ausstellungen im In- und Ausland, u. a. in Wismar, Rostock, Ahrenshoop, Wiligrad, Leipzig, Stralsund, Berlin, Felanitx (Mallorca), Uppsala, Stockholm, Kyoto, Maizuru (Japan), Lyon, Brüssel und Ville sur Jarnioux. Britta Matthies ist verheiratet mit dem Autor Horst Matthies. In ihren Arbeiten ist die Landschaft Mecklenburgs ein wiederkehrendes Motiv. Neben Landschaftsdarstellungen gehören Stillleben, Schattenstudien sowie perspektivische Stadtansichten zu ihren Motiven. Als Ausdrucksmittel dienen Britta Matthies druckgrafische Techniken wie Holzschnitt, oder Radierung, die Malerei und darüber hinaus Kohle- und Pastellzeichnungen. Zum Gesamtwerk von Britta Matthies zählen im Weiteren Illustrationen, die sie für Publikationen ihres Mannes Horst Matthies angefertigt hat.

## Ausstellungen

### Teilnahme an zentralen und wichtigen regionalen Ausstellungen in der Zeit der DDR (Auswahl)
- 1974 und 1979: Halle/Saale, Bezirkskunstausstellungen
- 1977: Leipzig, Messehaus am Markt („Kunst und Sport“)
- 1977/1978, 1982/1983 und 1987/1988: Dresden, VIII. bis X. Kunstausstellung der DDR
- 1978: Halle/Saale, Galerie Roter Turm („Das Plakat im Bezirk Halle“)
- 1979: Lahti, Plakatbiennale
- 1981: Karl-Marx-Stadt, Ausstellungshalle 2 am Schlossteich („Junge Künstler der DDR ’81“)
- 1984: Rostock, Bezirkskunstausstellung
- 1984: Berlin, Neue Berliner Galerie im Alten Museum („Junge Künstler DDR/UdSSR für Frieden und Sozialismus“)

### Ausstellungen seit der deutschen Wiedervereinigung (Auswahl ab 2017)
- 18.–21.05.2023: artGrafik, Strandhalle Ahrenshoop
- „44. Radebeuler Grafikmarkt“, Elbsporthalle Altkötzschenbroda
- 20.05.–04.09.2022: „Spielräume“, Britta und Horst Matthies in der Wollhalle Güstrow
- 12.03.–06.06.2022: „Resonanzen“, Dornenhaus Ahrenshoop, mit Uta Ruppert[2]
- 12.03.–09.04.2022: „Druckkunst im Parterre“, Gruppenausstellung, Galerie Hinter dem Rathaus Wismar
- 13.11.2021–09.01.2022: „31. Kunstbörse Wiligrad“, Gruppenausstellung, Schloss Wiligrad
- 02.11.2021–26.02.2022: „Spuren -Elemente“, Gruppenausstellung, Rostock, Societät Maritim
- 07.12.2019: „Herbstsalon“, Kunstsammlung Neubrandenburg
- 22.09.–11.11.2019: „Grafik Nord 06“, Neustadt-Glewe, Galerie auf der Burg; Ahlbeck, Galerie Kalkschuppen
- 21.–24.03.2019: Marktplatz Druckgrafik auf der Leipziger Buchmesse
- 02.03.–22.04.2019: „Hoch hinaus“, Gruppenausstellung im Schabbell, Stadtgeschichtliches Museum Wismar
- 17.03.–29.04.2018: Ahrenshoop, „Luftlinie“, 28. Kunstschau des Künstlerbundes MV
- 2018: Schwerin, Kunst-Wasser-Werk e.V. („unten & oben“; mit Stefan Thomas)
- 15.–18.03.2018: Leipziger Buchmesse, „Marktplatz Druckgrafik“
- 13.10.–05.11.2017: Galerie grenzART, Hollabrunn, Gemeinschaftsausstellung
- 09.06.–08.07.2017: Galerie Chybulski, Ville sur Jarnioux, Frankreich, Gruppenausstellung Wismarer Künstler[2]